# Gare de New Southgate
La gare de New Southgate (en anglais : New Southgate railway station), est une gare ferroviaire de la East Coast Main Line, en zone 4 Travelcard. Elle  est située sur la Station Road à New Southgate (en), dans le borough londonien de Barnet, sur le territoire du Grand Londres.
C'est une gare Network Rail desservie par des trains Great Northern.

## Situation ferroviaire
Établie à 49 mètres d'altitude, La gare de New Southgate est située sur l'East Coast Main Line, entre les gares d'Oakleigh Park, en direction de la gare d'Édimbourg-Waverley, et d'Alexandra Palace, en direction de la gare de King's Cross. Elle dispose de quatre voies encadrant deux quais centraux.

Plans : de la ligne et du réseau des transports à Londres
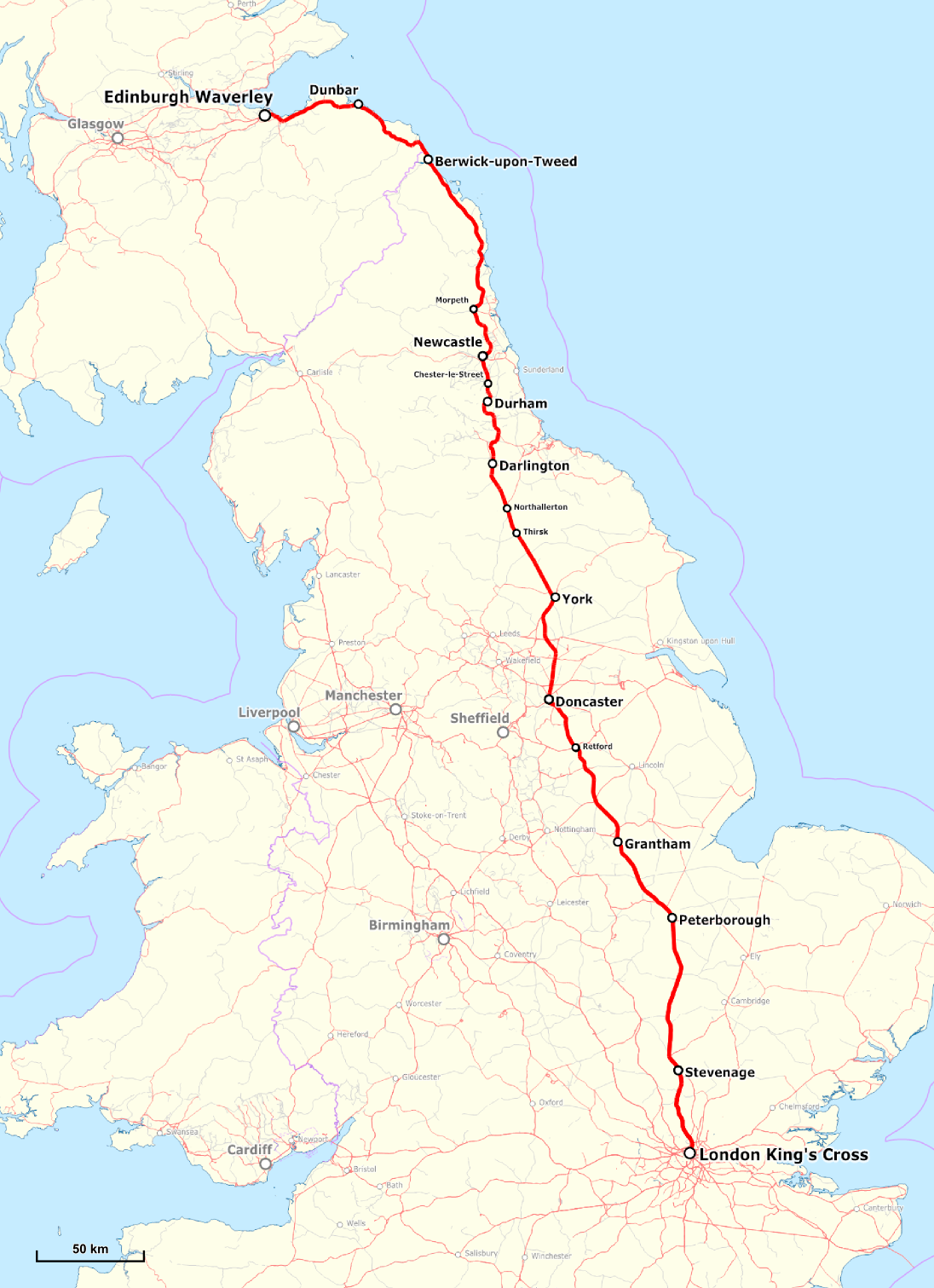
East Coast Main Line.
Réseaux de Londres.

## Histoire
La gare, alors dénommée Colney Hatch, est mise en service le 7 août 1850. Son nom va évoluer au fil des ans :  1855, Southgate and Colney Hatch ;  1876, New Southgate and Colney Hatch ; 1883, New Southgate for Colney Hatch ; 1923, New Southgate and Friern Barnet ; et 1976, New Southgate.

## Service des voyageurs

### Accueil
La gare dispose d'une entrée principale sur la Station Road à New Southgate (en).

### Desserte
La gare de New Southgate est desservie par : des trains Great Northern sur la relation gare de de Welwyn Garden City (en) - gare de Moorgate.

Installations et dessertes
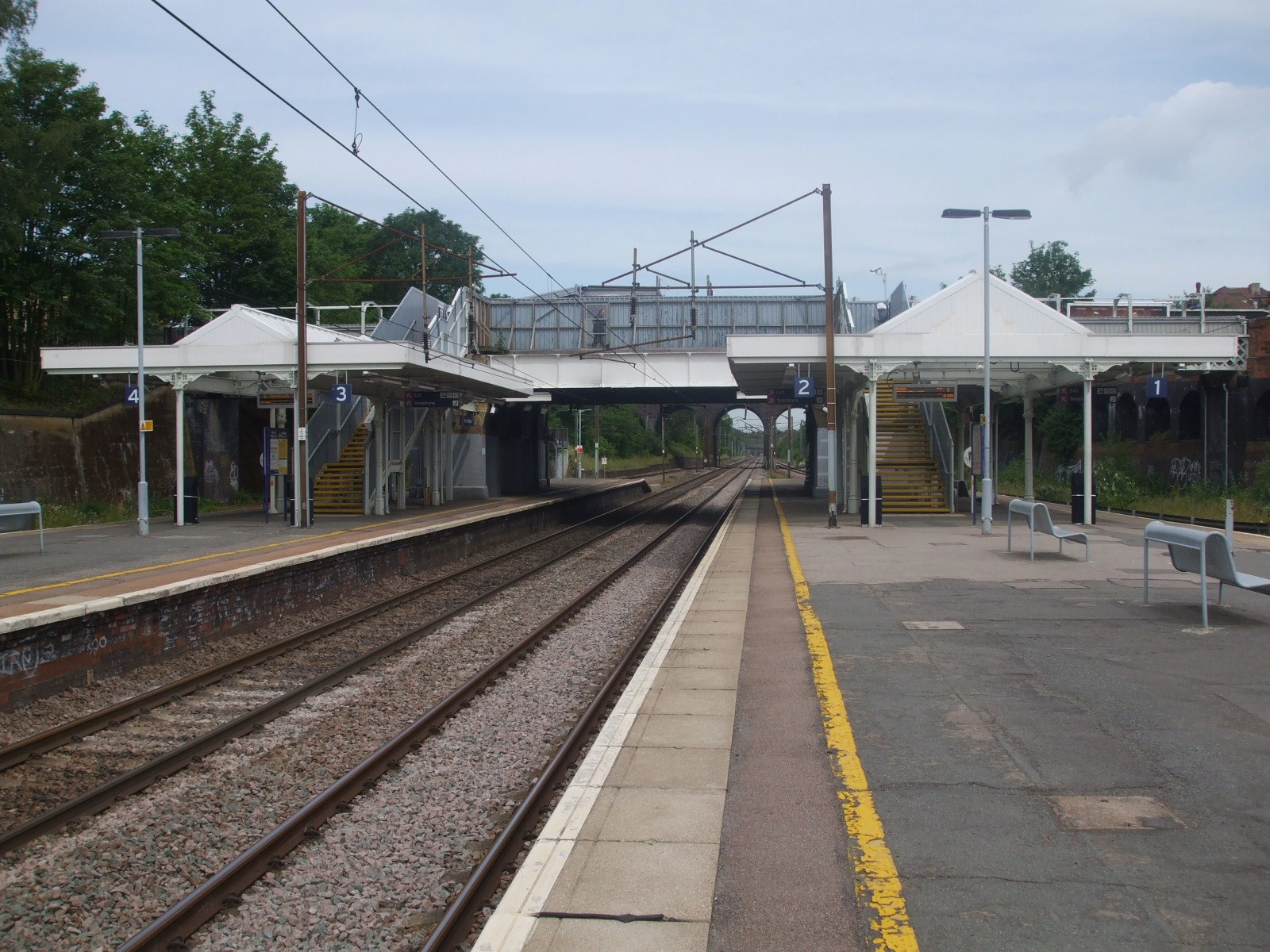
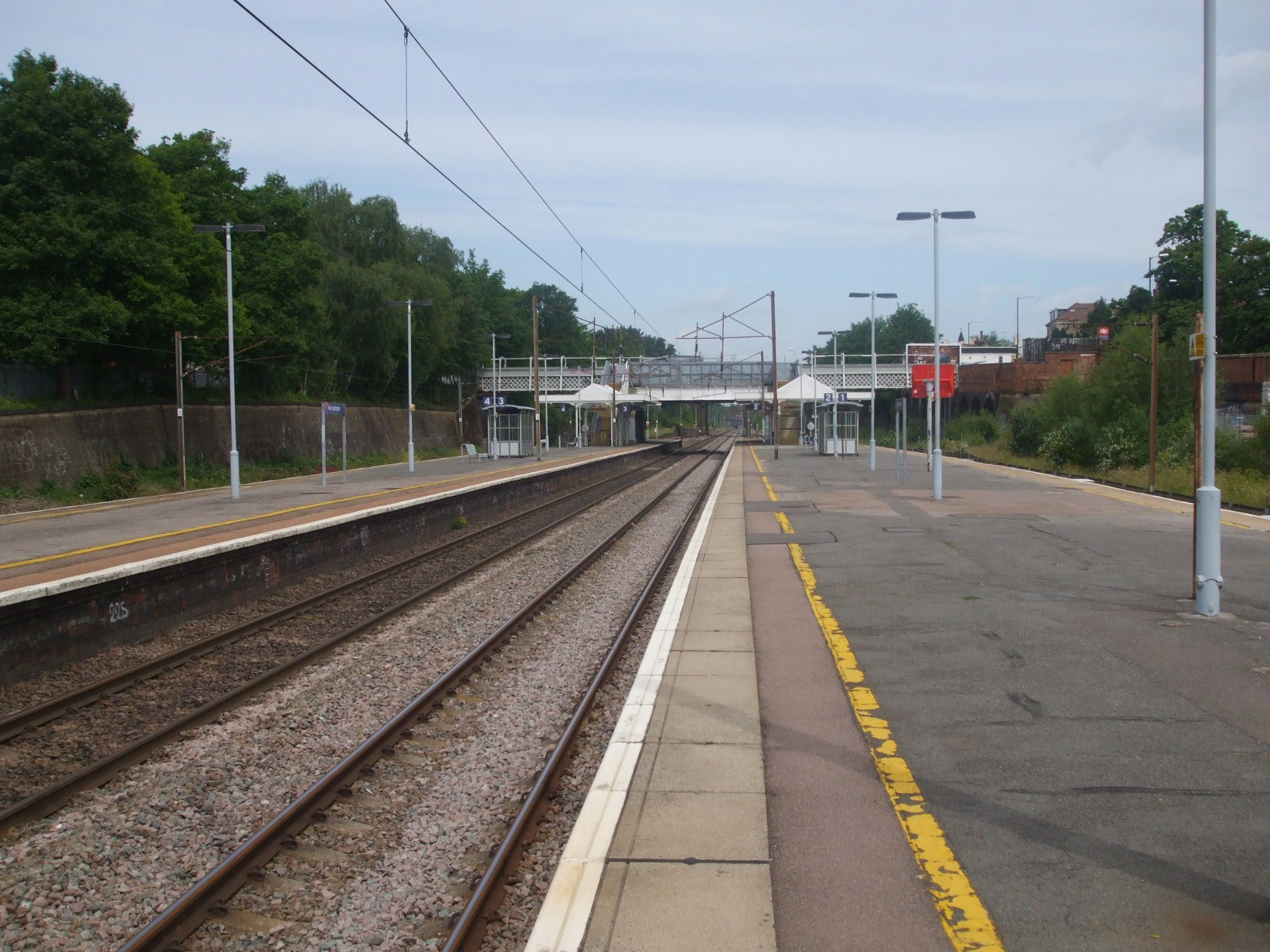
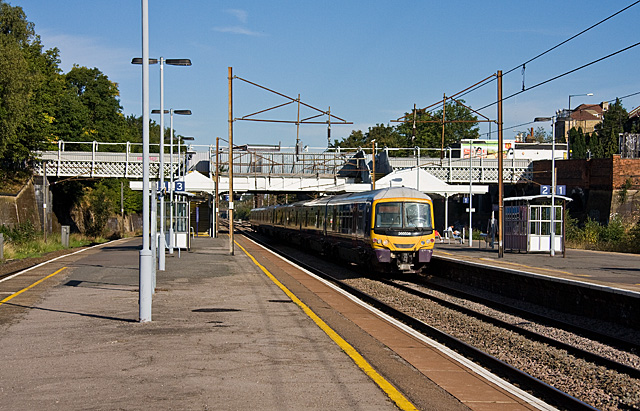
2009.

### Intermodalité
Elle est desservie par des autobus de Londres des lignes 221, 232, 382 et N91.